# 5172 Yoshiyuki
5172 Yoshiyuki (1987 UX1) là một tiểu hành tinh vành đai chính được phát hiện ngày 28 tháng 10 năm 1987 bởi Seiji Ueda và Hiroshi Kaneda ở Kushiro.